# St. Petersburg Open 2001
Il St. Petersburg Open 2001 è stato un torneo di tennis giocato sul cemento indoor. È stata la 7ª edizione del St. Petersburg Open, che fa parte della categoria International Series 
nell'ambito dell'ATP Tour 2001. Il torneo si è giocato al Petersburg Sports and Concert Complex di San Pietroburgo in Russia, dal 22 al 28 ottobre 2001.

## Campioni

### Singolare
Marat Safin ha battuto in finale  Rainer Schüttler con il punteggio di 3–6, 6–3, 6–3

### Doppio
Denis Golovanov /  Evgenij Kafel'nikov hanno battuto in finale  Irakli Labadze /  Marat Safin con il punteggio di 7–5, 6–4